# 付款单
付款单又稱繳費單，是付款之前开据的应付款凭证。习惯上，付款单通常由餐馆、信用机构、公用事业单位和其他服务提供者开出。付款单内容上包括产品或服务的总价格，属于需要预期足额支付；付款单是决定是否提供服务的重要凭证。如果没有付款，服务中止。

## 中国大陆
在中国大陆，有些付款单通常在提供服务以后才付款。如中餐馆就餐以后，服务生向顾客呈交服务清单。这款清单包括饭菜和价格细目，由收银台核算应付款总额之后列于清单之上，才成为一张完整的付款单，之后由顾客支付。西餐馆就餐多先支付，后享受服务。
在大型商业机构如大型综合性商场，购物需要单独开据付款单，此类付款单多包括多联，至少包括发货联、付款联、顾客联。在规模生产企业、大中型原材料经销商、大型批发商、代理商等机构，均开据付款单，有的称为购货清单、购物清单、付款清单；根据企业规模、产品数量、产品规格、货物价值的不同而款式设计有差异。大宗货物经销商多一票多联，如汽车经销商开据的付款单既是应付款凭证，也是税务发票，包括发票联、上户联和顾客留存联。